# Dorohoi
Dorohoi – miasto w północno-wschodniej Rumunii, w okręgu Botoszany, nad rzeką Żyżą (dopływ Prutu). W mieście urodził się pisarz i poeta Păstorel Teodoreanu.

## Gospodarka
W mieście rozwinął się przemysł metalowy, maszynowy, szklarski, materiałów budowlanych oraz spożywczy.

## Współpraca
- Cholet, Francja
- Herca, Ukraina
- Mateh Jehuda, Izrael
- Drochia, Mołdawia
- Vaiano, Włochy